# تشخی (ناحیه پرروف)
تشخی (به چکی: Čechy) یک منطقهٔ مسکونی در جمهوری چک است که در ناحیه پرروف واقع شده‌است. تشخی ۴٫۵۵ کیلومتر مربع مساحت و ۳۳۰ نفر جمعیت دارد و ۲۲۶ متر بالاتر از سطح دریا واقع شده‌است.